# Pimène (métropolite de Kiev)
Pour les articles homonymes, voir Pimène.
Pimène, métropolite de Kiev et de toute la Russie (né au XIVe siècle et mort le 11 septembre 1389), occupa le premier siège épiscopal de toutes les terres russes et ukrainiennes de 1382 à 1384.